# Црква Светог Николе у Сибачу
Црква Светог Николе у Сибачу је подигнута у другој половини 18. века и као заштићено непокретно културно добро представља споменик културе од изузетног значаја.

## Изглед
Црква у Сибачу, посвећена Светом Николи је скромна једнобродна грађевина са полукружном олтарском апсидом на истоку и барокним звоником накнадно дозиданим уз западну фасаду. Иконостас, настао у првој половини 18. века, допремљен је из Доње цркве у Сремским Карловцима и прилагођен постојећем олтарском простору. Престоне иконе, царске двери, проширени Деизис и пророке сликао је у првој половини 18. века Георгије Стојановић, мајстор формиран на традиционалном поствизантијском схватању уметности. Своја барокна опредељења показује на орнаменталном третирању тканина и декорацији сликаног мобилијара.
Динамичне композиције у соклу насликане у другој половини 18. века, са фигурама у пејзажу, без карактеристичне зографске статичности и линеаризма, вероватно представљају рад Георгија Мишковића. Зидне слике у олтару, наосу и на сводовима извео је 1851. године Константин Пантелић, слаб цртач, без осећаја за пропорције, али допадљиви колориста, меке и топле палете.
Конзерваторско-рестаураторски радови на иконостасу изведени су 2006. године.